# Бодор, Эдён
Э́дён Бо́дор (венг. Bodor Ödön; 24 января 1882, Капувар, Транслейтания — 22 января 1927, Будапешт) — венгерский легкоатлет, бронзовый призёр летних Олимпийских игр 1908 года.
На Играх 1908 года в Лондоне Бодор участвовал в трёх дисциплинах. Вместе со своей командной он занял третье место в смешанной эстафете, а также стал четвёртым в беге на 800 м и дошёл до полуфинала забега на 1500 м.
На следующей Олимпиаде 1912 в Стокгольме Бодор соревновался на дистанциях 400 и 800 м и участвовал в эстафете 4×400 м, но нигде не прошёл дальше первых раундов.